# Abelona michaelisi
Abelona michaelisi är en insektsart som först beskrevs av Griffini 1908.  Abelona michaelisi ingår i släktet Abelona och familjen Gryllacrididae. Inga underarter finns listade i Catalogue of Life.